# Jordspärrmossa
Jordspärrmossa (Campylium chrysophyllum) är en bladmossart som beskrevs av J. M. Lange 1887. I den svenska databasen Dyntaxa används istället namnet Campyliadelphus chrysophyllus. Enligt Catalogue of Life ingår Jordspärrmossa i släktet spärrmossor och familjen Amblystegiaceae, men enligt Dyntaxa är tillhörigheten istället släktet nervspärrmossor och familjen Amblystegiaceae. Arten är reproducerande i Sverige. Inga underarter finns listade i Catalogue of Life.

## Bildgalleri

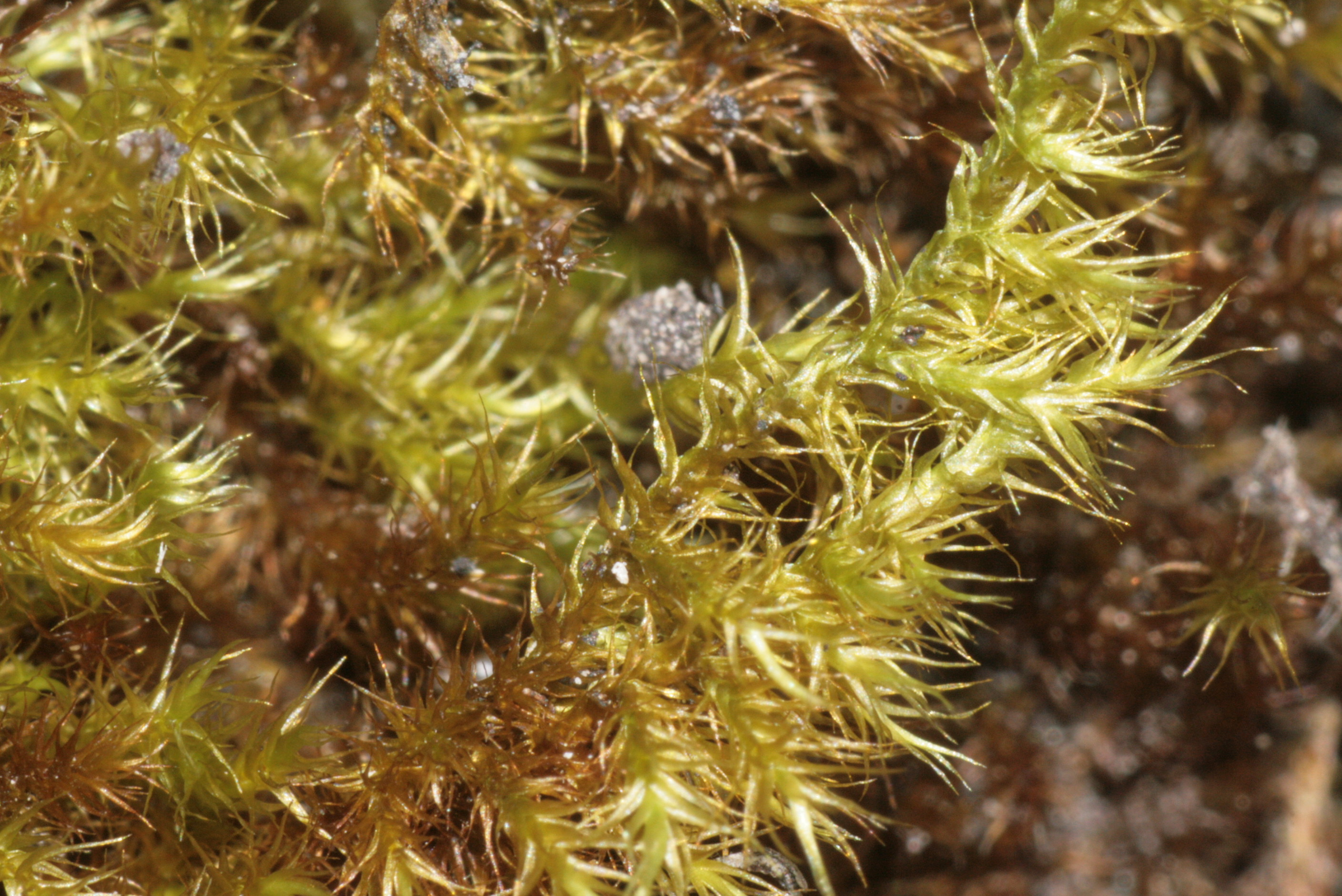
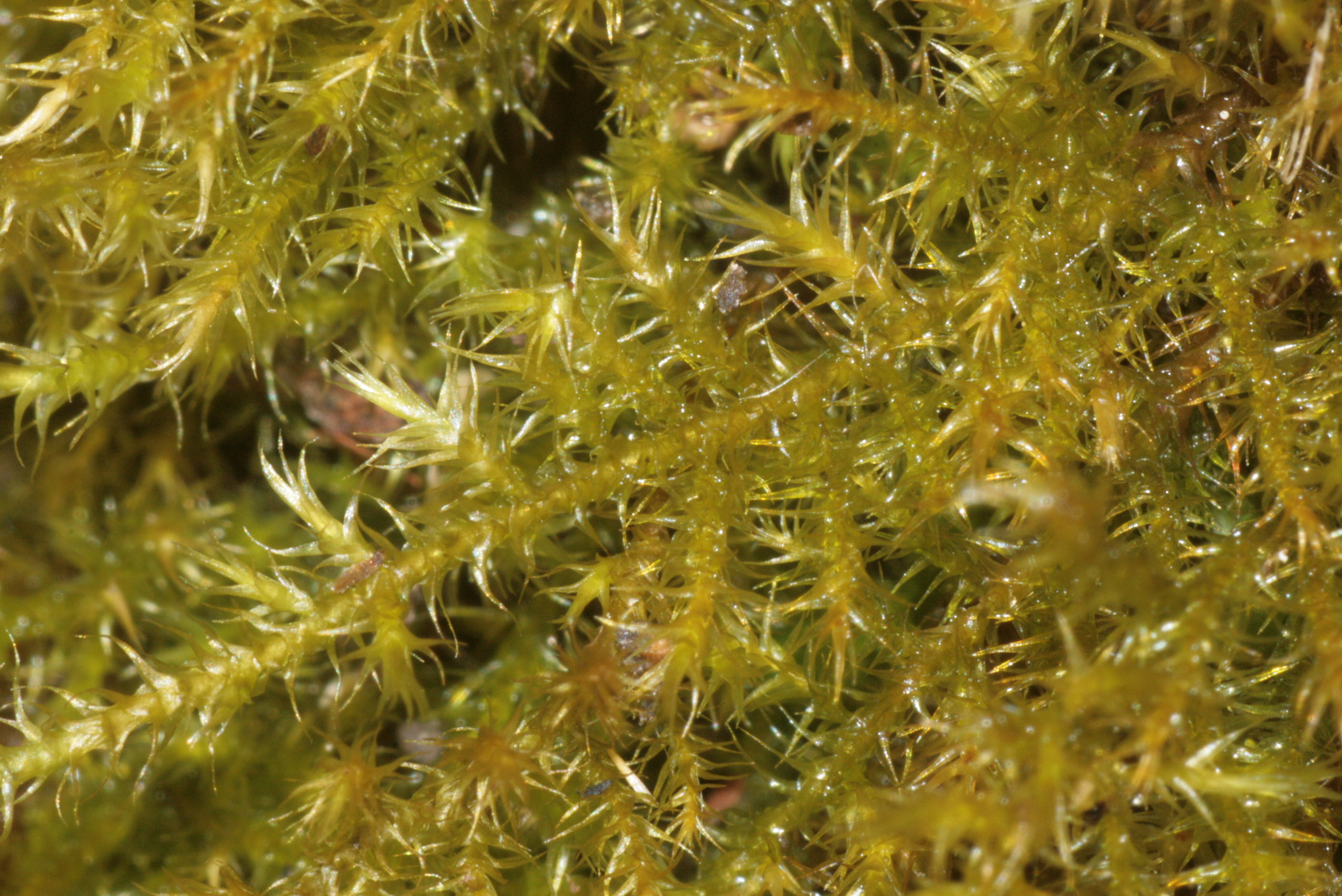
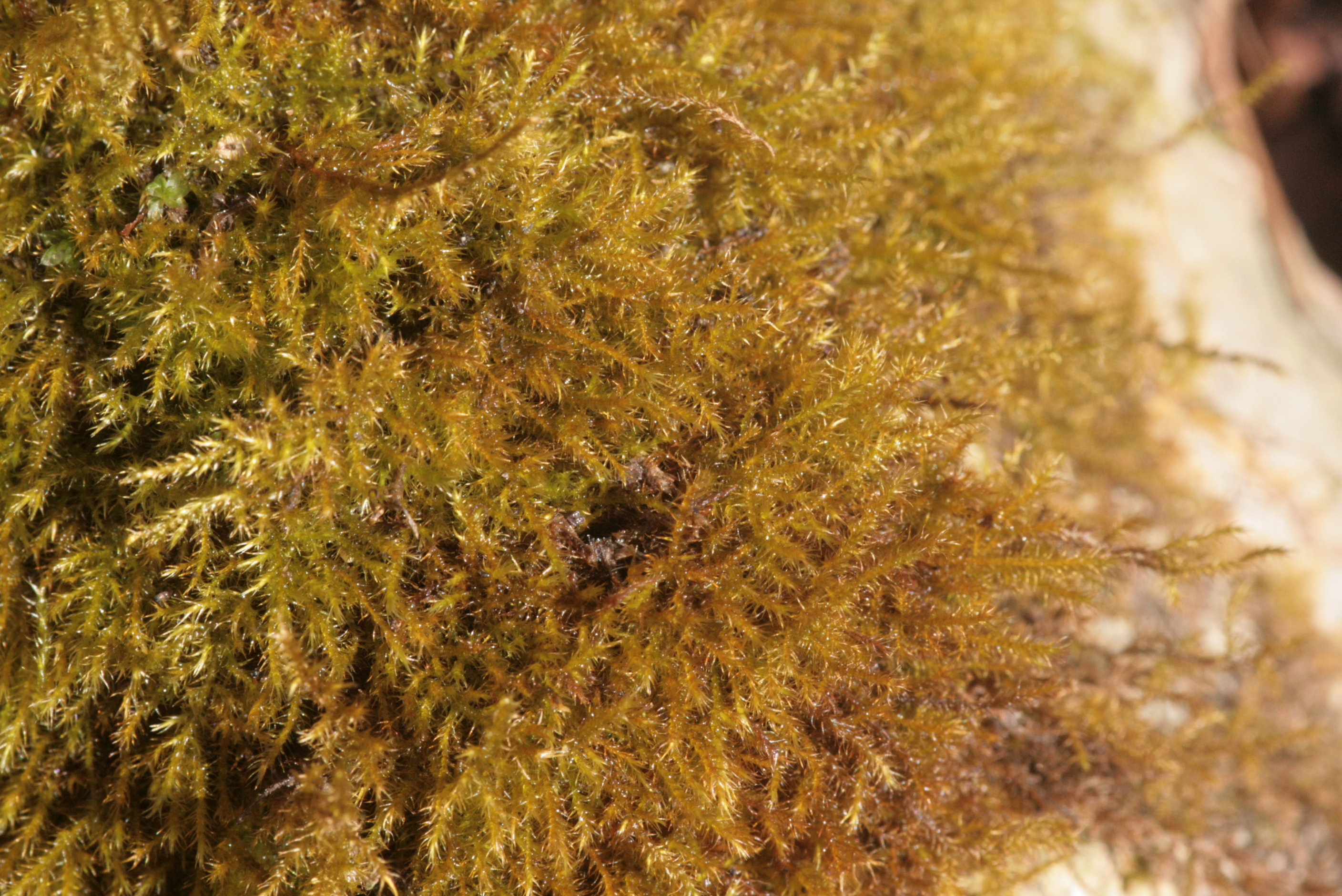
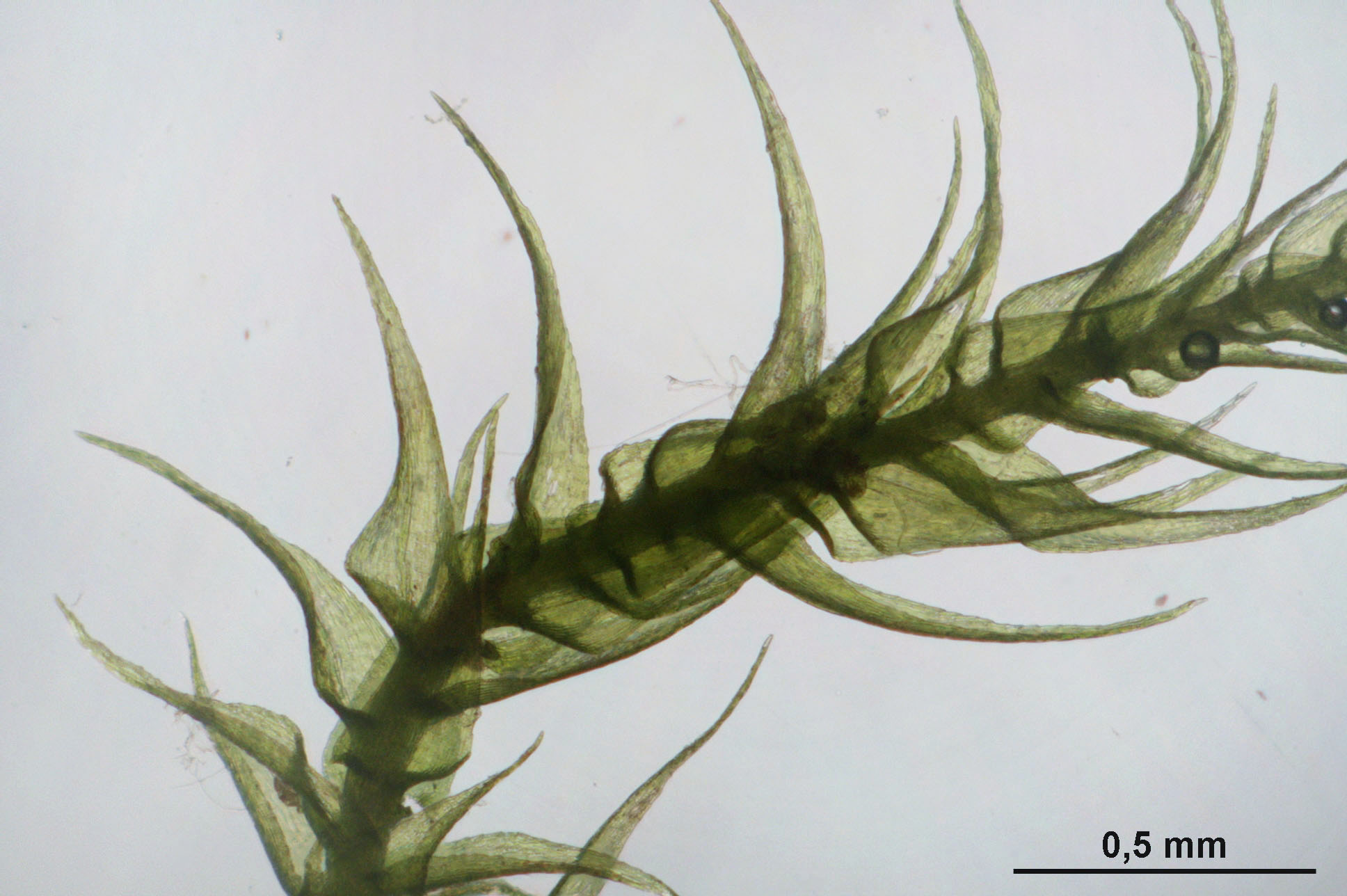
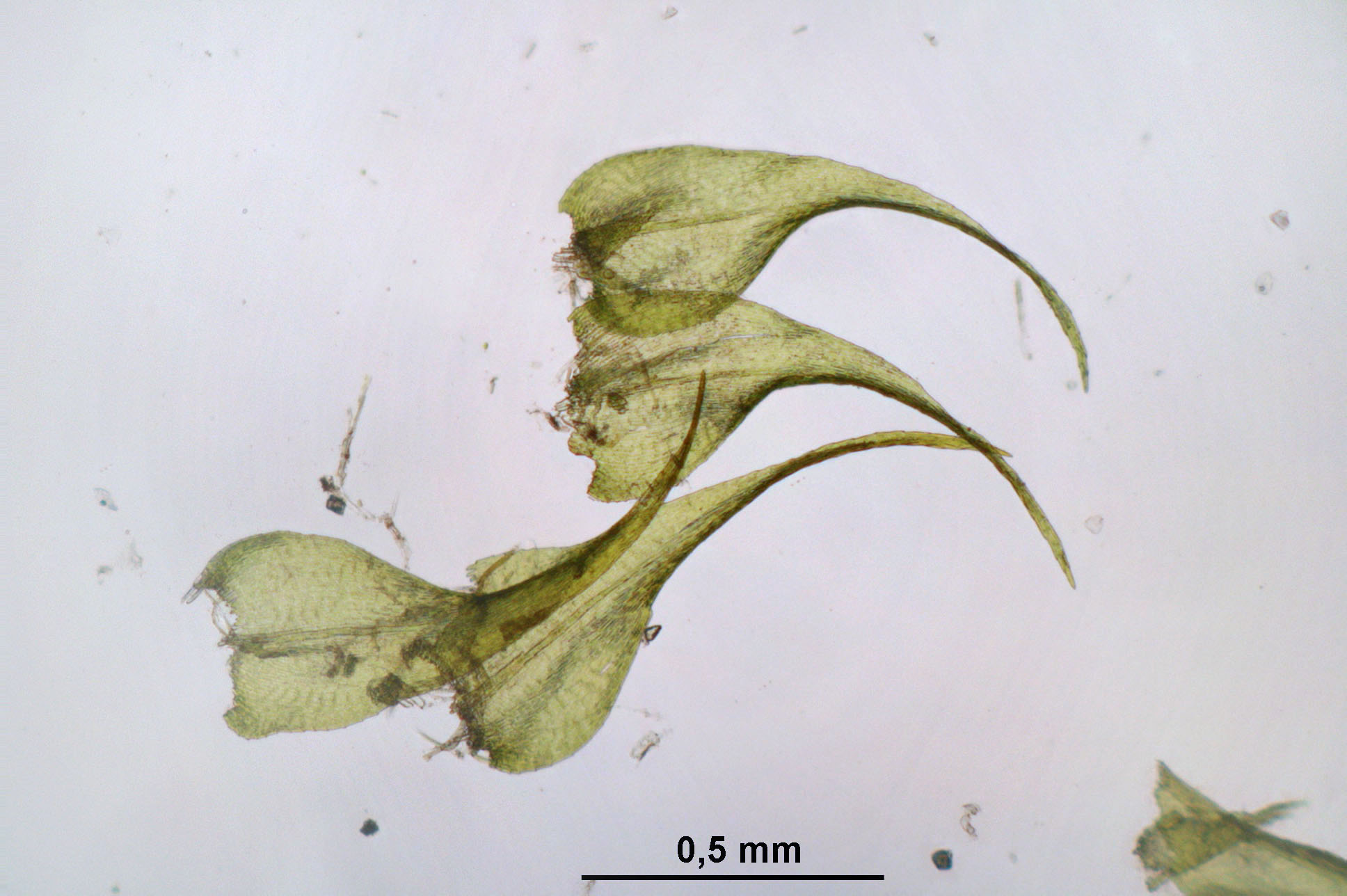
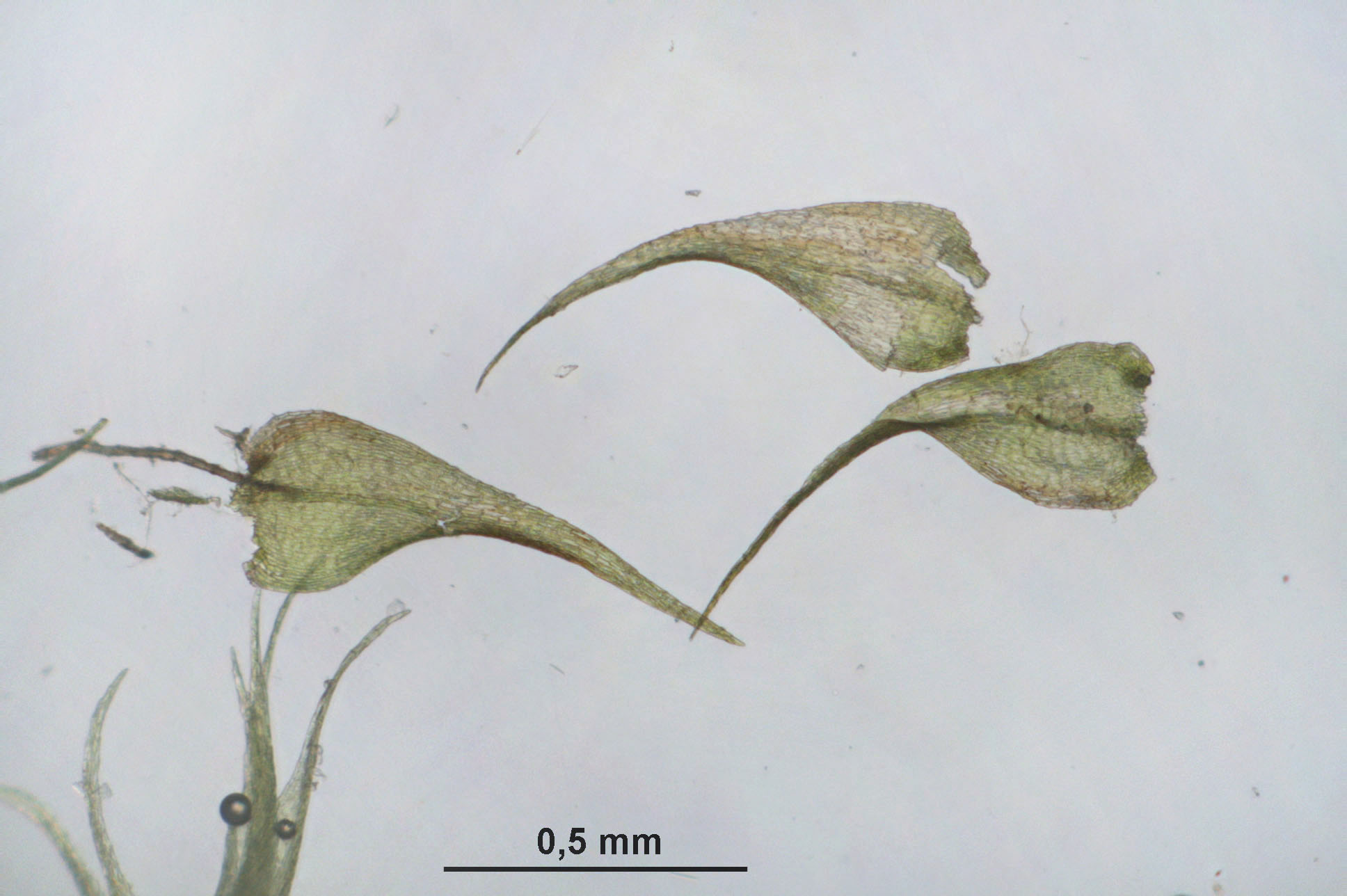